# Macromitrium megalocladon
Macromitrium megalocladon är en bladmossart som beskrevs av Fleischer 1911. Macromitrium megalocladon ingår i släktet Macromitrium och familjen Orthotrichaceae. Inga underarter finns listade i Catalogue of Life.